# ديفيد أواكس
ديفيد دبليو أواكس هو مؤسس، ومدير تنفيذي، وأحد الناشطين في مجال الصحة العقلية في مايند فري دوم الدولية، ومقرها في يوجين بولاية أوريجون. المنظمة تتضمن المتشافين نفسيا والأطباء النفسيين الذين يرفضون النموذج الطبي الحيوي الذي يعرف بالطب النفسي المعاصر. ويعتقدون أن«سبب المرض العقلي من الاضطراب العاطفي الشديد، وعادة نقص في التنشئة الاجتماعية»، وينتقدون العلاج الشائع الانتشار مع وصفات الدواء، والمبيعات التي قد تضاعفت تقريبا من> عام 1998«. علاوة على ذلك،» تدين المنظمة بإستمرار استخدام العلاج التشنجي الكهربائي أو "ECT" والمعروف أيضا باسم العلاج بالصدمة الكهربائية والتي يقولون بأنها تنتهك حقوق المرضى الإنسانية"."
و ذكر أواكس بأن الأدوية النفسية التي يأخذها المرضى منهكة ولها أثار جانبية ضارة، وبإمكان الأشخاص عادة التشافي بدونهم. وقد احتج ضد شركات الأدوية وشارك في الإضراب عن الطعام ليطالب إثبات بأن الأدوية بإمكانها إدارة الخلل في التوازن الكيميائي في الدماغ". ودعا أواكس إلى" ثورة غير عنيفة في جميع أنحاء منظومة الصحة العقلية".
وأضفا ديفيد أواكس بنفسة الطابع المؤسسي والعلاجي قسرا في عام 1970، أثناء دراستة في جامعة هارفيرد، لما تم تشخيصة بإنفصام الشخصية.>كر أن تماثلة للشفاء كان من خلال الابتعاد عن الأدوية والحصول على دعم العائلة والأصدقاء. وقد>كر أواكس أنه«يحافظ على صحته النفسية بممارسة التمارين، وإتباع النظام الغذائي والخروج في رحلات البرية مع زملاء- الإستراتيجيات البعيدة كل البعد عن تيار التفكير السائد لدى الأطباء النفسيين والعديد من المرضى».
وأصبح أواكس على مجلس الإدارة لمجلس الأمم المتحدة الدولي للإعاقة.

## الجوائز
وقد أدرجت مجلس الولايات المتحدة الدولي للإعاقة بعض الأوسمة والجوائز التي تلقاها أواكس:
•	في عام 1994 تلقى ديفيد جي فيل جائزة الدعوة الوطنية من قبل الرابطة الوطنية للصحة النفسية من ولاية مينيسوتا.
•	في عام 2000 حاز على جائزة مشروع الرقابة(Project Censored).
•	في عام 2002 حاز على جائزة الإنجاز المتميز من المركز الدولي لدراسة الطب النفسي وعلم النفس.
•	في عام 2003 حاز على جائزة القيادة لليوم العالمي لحاجز الوعي.
•	في عام 2009 أسمو قرا مجلة أوتن(Utne Reader) أواكس كواحد من «50 الحالمون»
•	في عام 2011 حاز على جائزة تحالف لين للعيش المستقل.]